# 大曼徹斯特大學
大曼徹斯特大學（英語：University of Greater Manchester），舊稱博爾頓大學（英語：University of Bolton）是一座位於英國大曼徹斯特博爾頓的公立大學，1982年由博爾頓科技學院（Bolton Institute of Technology）和博爾頓教育學院（Bolton College of Education (Technical)）合併而成。學生大部份是本地和來自西北英格蘭的英國學生，但也多國留學生。2016排名在英國國內排在93。
該大學在阿聯酋拉斯海瑪有校區，2011年12月在斯里蘭卡首都科倫坡新建了一座校區。

## 學術
科系

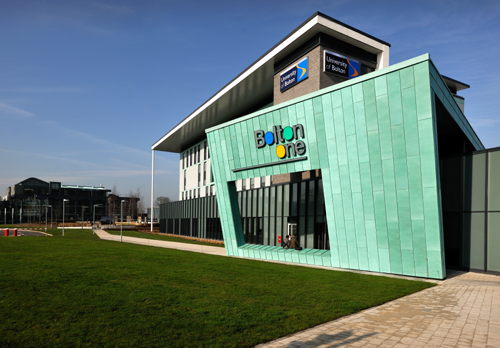
位於大學校區內的建築“Bolton One”

- 高級工程及科學系（Faculty of Advanced Engineering and Sciences）
- 藝術及媒體技術系（Faculty of Arts and Media Technologies）
- 幸福及社會科學系（Faculty of Well Being and Social Sciences）

研究中心
- 商學[6]、邏輯性和信息系統研究中心（Business, Logistics and Information Systems Research Centre）
- 材料研究和創新研究所（Institute of Materials Research and Innovation）
- 可再生能源和環境技術研究所（Institute of Renewable Energy and Environmental Technologies）
- 教育控制論研究所（Institute for Educational Cybernetics）
- 研究健康和幸福中心（Centre for Research Health and Wellbeing）

### 排名
衛報大學2017年排名將博爾頓大學排在全英93。其課程中以工程和媒體為優。

## 外部連結
- University of Bolton